# Эль-Альто (аэропорт)
Международный аэропорт Эль-Альто (исп. Aeropuerto Internacional El Alto) — аэропорт города Ла-Пас, столицы Боливии, расположенный в пригороде Эль-Альто.
В ходе перестройки аэропорта в 1960-х годах протяжённость ВПП была увеличена, был сооружён новый пассажирский терминал. Новый аэропорт был открыт в 1969 г. и назван в честь Джона Кеннеди, но с сохранением прежнего названия Эль-Альто. Однако впоследствии основным аэропортом страны стал более современный Международный аэропорт Виру-Виру города Санта-Крус-де-ла-Сьерра.
Плато Альтиплано, на котором построен город Ла-Пас, представляет собой внутреннее высокогорье Анд. Находясь на отметке 4061 метр над уровнем моря, Эль-Альто является одним из самых высокорасположенных аэропортов в мире. Лишь один аэропорт находится ещё выше — аэропорт Бамда в Тибете.

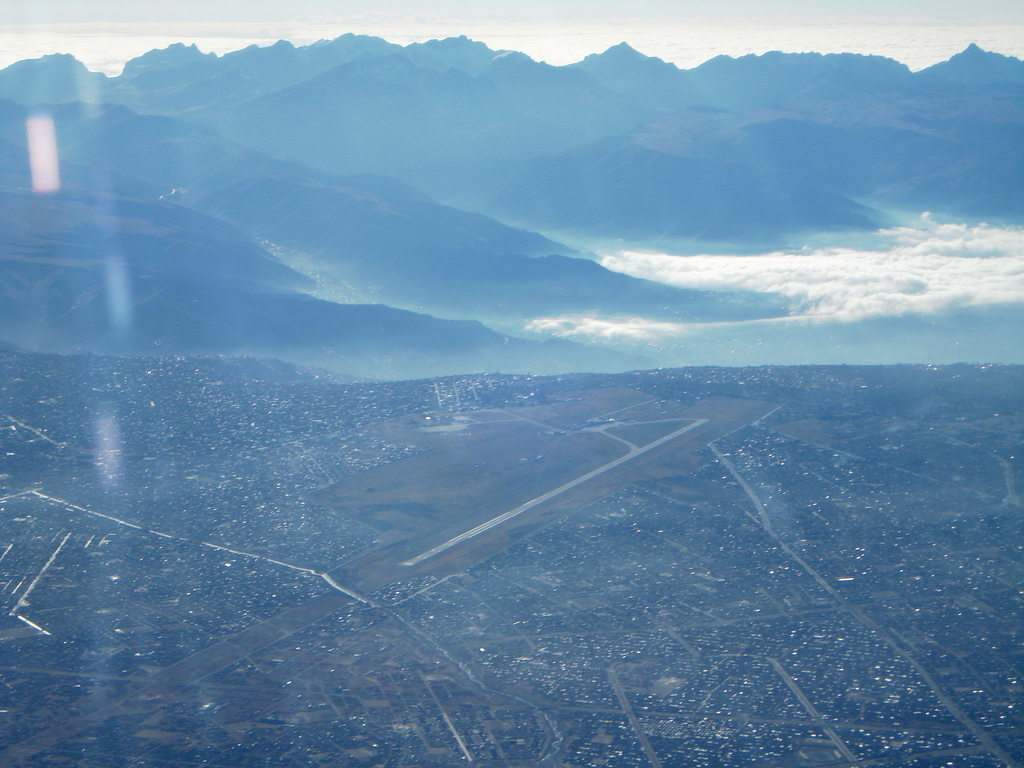
Аэропорт Эль-Альто, аэроснимок